# Kamieńczyk Borowy
Kamieńczyk Borowy – wieś w Polsce położona w województwie mazowieckim, w powiecie ostrowskim, w gminie Boguty-Pianki.
Wieś wchodzi w skład sołectwa Kamieńczyk-Ryciorki.
W latach 1975–1998 miejscowość administracyjnie należała do województwa łomżyńskiego.
Wierni kościoła rzymskokatolickiego należą do parafii Wszystkich Świętych w Bogutach-Piankach.